# Kaguya Kimimaro
Kaguya Kimimaro is een fictioneel personage uit de manga- en animeserie Naruto.

## Algemeen
Kaguya Kimimaro (Kaguya = een naam, kimi = jij, maro = jij, ik) was een inwoner van de stad Oto, opgericht door de rogue ninja Orochimaru. Kimimaro was een van de elite-bodyguards van Orochimaru, hij sterft in een gevecht met de Sand ninja Gaara (door zijn langdurige ziekte).

## Verleden
Als kind werd Kimimaro opgesloten in een cel achter in een grot, omdat hij het meest getalenteerde lid van de Kaguya clan was. De Kaguya clan bestond uit idioten die ervoor leefden om grote slachtpartijen te houden en het leuk te vinden, maar ze hadden een sterk punt. Hun Kekkei Genkai (familie-eigenschap). De Shikotsumyaku geeft hun de kracht hun botten zo te manipuleren dat ze als wapens en verdediging kunnen functioneren. De botten kunnen op die manier uit het lichaam komen, in zijn geheel uit het lichaam worden gehaald en als zwaard worden gebruikt, maar ook kunnen Shikotsumyakugebruikers nieuwe botten maken. Kimimaro werd uit zijn cel gehaald toen er tegen hem werd gezegd dat 'de tijd om hem te gebruiken gekomen was'. In zijn cel had Kimimaro een gezicht getekend en hij vroeg zich af of God echt bestond. Hiermee is Kimimaro een van de weinige personages uit de serie die een godsdienst aanhangt. De gehele Kaguya clan was verzameld en ze planden om de stad Kirikagure (Hidden Village of Mist) aan te vallen. Niet voor een reden, just for the fun. Tegen Kimimaro werd gezegd gewoon zijn instinct te gebruiken. Onderweg naar Kirikagure kwam Kimimaro de twee Mist-shinobi Haku en Momochi Zabuza tegen, die eerder in de serie voor zijn gekomen (in de Mist Country arc.). Kimimaro vraagt of ze van Kiri zijn, Zabuza antwoord nee en ze lopen allebei door. Haku kijkt nog om naar Kimimaro met een vreemde blik in zijn ogen. In Kirikagure aangekomen lopen de Kaguya's in een hinderlaag. We zien hoe de hele clan wordt afgeslacht en hoe alleen Kimimaro het red. Kimimaro gaat als wees naar een kleine meertje omringd door bomen en hangt er rond, denkend over God. Dan komt hij Orochimaru tegen, die hem meeneemt naar zijn stad en hem traint tot zijn elite bodyguard. Kimimaro gaat daar niet tegenin, omdat hij Orochimaru als de missende vaderfiguur in zijn leven ziet en bovendien ook als een God.

## Vechtstijl
Kimimaro is dankzij zijn Kekkai Genkai een goede directe aanvaller en een meester in taijutsu (vechten zonder chakra te gebruiken). Hij gebruikt zijn vingerkootjes vaak voor aanvallen en is niet bang voor zesdubbele salto's en meer van dat soort dingen. Kimimaro's zwakke punt ligt bij zijn gezondheid. Hij lijdt aan een ziekte als gevolg van overgebruik van zijn bloodline limit. Dit begon al toen in Konoha Naruto geslaagd was als Genin, en sindsdien bleef hij in bed tot Orochimaru's rechterhand Yagushi Kabuto hem vertelde dat Orochimaru hem niet meer kon gebruiken, maar dat hij zat te wachten op de komst van iemand die Kimimaro kan vervangen, Uchiha Sasuke, Kimimaro ziet in dat Orochimaru hem niet meer kan gebruiken, en vertrekt om als laatste dankbetoon aan Orochimaru (hij weet dat hij snel zal dood gaan) er voor te zorgen dat Sasuke niet teruggebracht wordt naar Konoha.

## Plot
Sasuke wilde overstappen naar Orochimaru, die hem beloofd had sterker te kunnen worden onder zijn training. Dat wilde Sasuke wel omdat hij nog altijd zijn sterke broer Itachi wil kunnen vermoorden. Hij ging mee in een kist met de Sound Four, Orochimaru's bodyguards. De Sound Four werden achternagezeten door enkele shinobi van Konoha: Naruto, Kiba, Shikamaru, Chouji en Neji. De Konoha Shinobi gingen elk met een van de Sound Four in gevecht en toen Shikamaru en Naruto Tayuya wilde bevechten kwam Kimimaro in beeld. Hij pakte de kist met Sasuke erin van Tayuya over en ging ermee naar Orochimaru. Shikamaru vocht tegen Tayuya terwijl Naruto Kimimaro inhaalde en met hem een gevecht begon. Naruto kon praktisch niks beginnen tegen Kimimaro en Sasuke ging er ondertussen vandoor (hij kwam opeens uit de kist). Naruto ging achter Sasuke aan en Rock Lee nam het gevecht over. Ook Rock Lee kon Kimimaro niet verslaan, ondanks zijn dronkenheid (hij had per ongeluk alcohol in plaats van zijn medicijn gedronken) die hem sterker en onvoorspelbaarder maakte. Uiteindelijk, toen Kimimaro Lee wilde vermoorden, kwam Gaara hem redden. Kimimaro ging in level 2 van zijn cursed seal en vocht tegen Gaara. Maat uiteindelijk was het Kimimaro die verloor, en vanwege zijn bloedziekte ook stierf.
Kimimaro plande om Tayuya te vermoorden omdat hij kwaad op haar was, omdat ze Naruto had laten ontsnappen.